# Fleetwood
Koordinaten: 53° 55′ N, 3° 2′ W

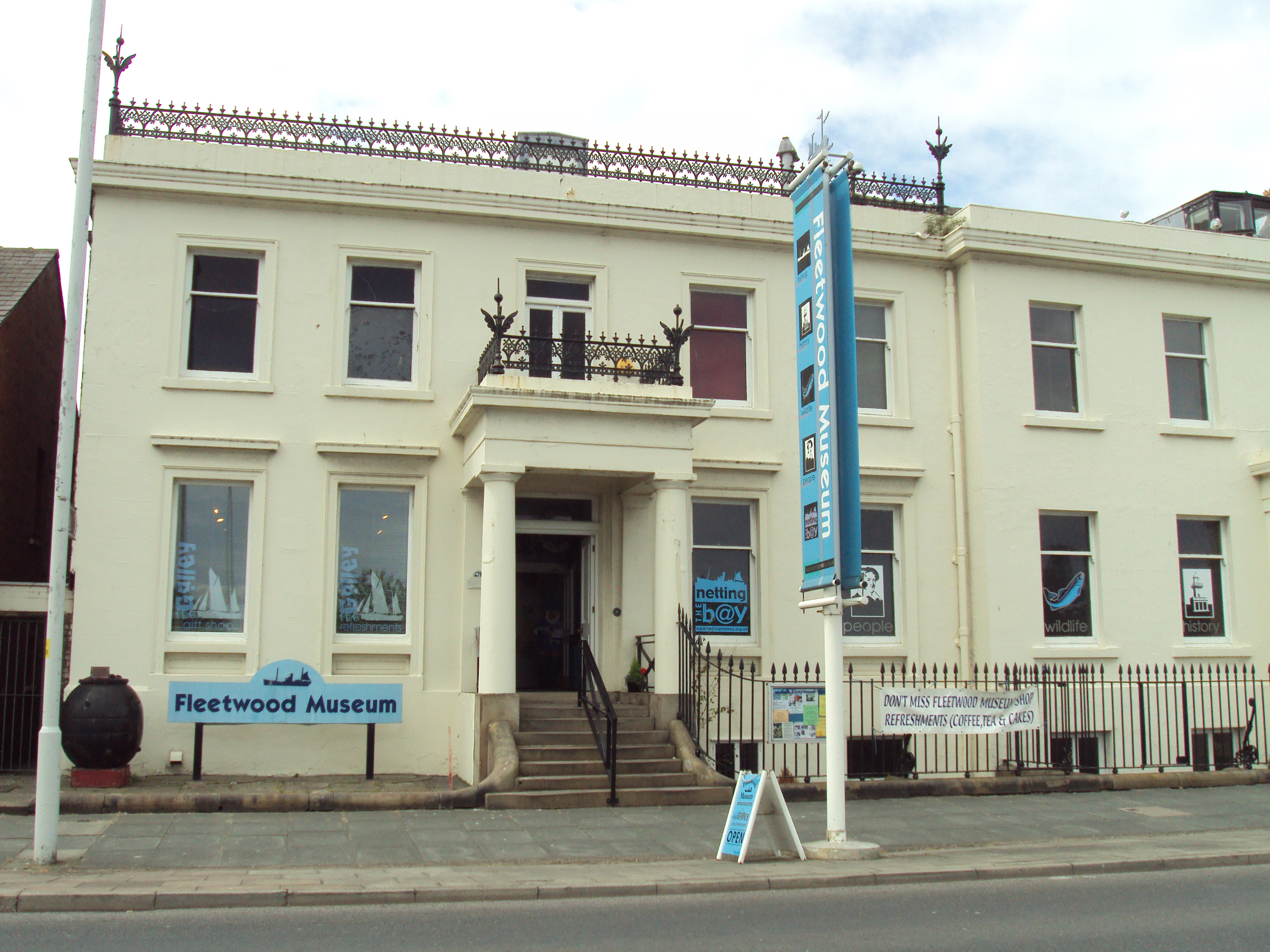
Fleetwood Museum im ältesten Haus der Stadt (1836)

Fleetwood ist eine englische Stadt nördlich von Blackpool in Lancashire, England. Der Ort liegt am nördlichen Ende der Fylde-Halbinsel an der Mündung des River Wyre in die Morecambe Bay. Die Einwohnerzahl lag 2001 bei nahezu 27.000. Die heutige Stadt wurde 1836 von Peter Hesketh gegründet, und hauptsächlich von Decimus Burton geplant.

## Geschichte
Ausgrabungen haben Siedlungsspuren aus der Eisenzeit im Bereich des heutigen Fleetwood erbracht und es wird vermutet, dass der römische Hafen Portus Sentorium sich ebenfalls an diesem Ort befunden hat, obwohl direkte Beweise dafür bisher ausstehen.
Fleetwood gilt als die erste geplante Stadt des Viktorianischen Zeitalters. Peter Hesketh, ein Parlamentsabgeordneter für Preston, erkannte das touristische Potential des Gebietes, von dem man über die Morecambe Bay bis zu den Bergen des Lake Districts sehen kann. Was fehlte, war ein Eisenbahnanschluss, und so trieb er die Preston and Wyre Railway voran, die seine Ortsgründung für die Menschen aus Manchester und Liverpool zugänglich machen sollte. Diese Eisenbahnstrecke wurde im Juli 1840 eröffnet. Fleetwood verlor seinen letzten Eisenbahnanschluss 1970.
Der Eisenbahnanschluss machte Fleetwood nicht nur als Erholungsort attraktiv, sondern auch für den Hafen war er von Bedeutung, denn so konnten Waren über Fleetwood an Land bzw. auf Schiffe verfrachtet werden. Der Hafen von Fleetwood wird in ungewöhnlicher Weise von zwei Leuchttürmen, dem Beach Lighthouse und dem Pharos Lighthouse, gesichert. Mit dem Bau des Manchester Ship Canal verlor der Warenverkehr über den Hafen allerdings an Bedeutung. Mit der Einrichtung einer Bahnstrecke von Preston in das benachbarte Blackpool wuchs dessen Bedeutung als Badeort und Fleetwood wurde zu einem vergleichsweise ruhigen Ort, der aber seit den 1890er Jahren auch über eine heute noch betriebene Straßenbahnlinie mit Blackpool verbunden ist.
Die erste vollautomatische Telefonvermittlungsstelle Englands wurde am 15. Juli 1922 in Fleetwood in Betrieb genommen.
Die besten Zeiten Fleetwoods waren Anfang des 20. Jahrhunderts, als es einer der bedeutendsten Fischereihäfen der Region war. 1910 wurde eine Seebrücke gebaut, um den Tourismus zu fördern; die Seebrücke brannte 2008 ab.  Heute ist Fleetwood vom Niedergang des Inlandstourismus und den sinkenden Erträgen aus der Fischerei bedroht. Seit 1982 gibt es in der Folge des „Kabeljaukriegs“ zwischen Großbritannien und Island keine Hochseefischer mehr in der Region. Fleetwood ist der Sitz des Unternehmens Lofthouse of Fleetwood, das bekannt ist für die Pastillen Fisherman’s Friend.
Am Rande des Ortes stand ein Leuchtturm, der im 19. Jahrhundert durch den Anprall eines Schiffes zerstört worden war. Der Turm war ein Pfahlbau.

## Persönlichkeiten
- Jim Dennison (1879–1924), Fußballspieler
- George Mulock (1882–1963), Marineoffizier und Polarforscher
- Charles Kay Ogden (1889–1957), Sprachwissenschaftler und Schriftsteller
- Rachel de Montmorency (1891–1961), Glasmalerin